# Ministre d'Afers Exteriors de Corea del Nord
El ministre d'Afers Exteriors de la República Democràtica Popular de Corea (coneguda habitualment com a Corea del Nord) és un càrrec del govern responsable del Ministeri d'Afers Exteriors, responsable de les relacions exteriors del país.
A més del ministre, el Ministeri d'Afers Exteriors també compte amb un viceministre primer i set altres viceministres. Actualment, el primer viceministre és Kim Kye-gwan.

## Llistat de ministres d'exteriors
A continuació segueix un llistat dels ministres d'afers exteriors de Corea del Nord des de la seva creació, el 1948:
| No. | Nom (Naix.–Mort)                             | Imatge | Mandat       |
| --- | -------------------------------------------- | ------ | ------------ |
| 1   | Pak Hon-yong (1900–1956?)                    |        | 1948–1953    |
| 2   | Nam Il (1915–1976)                           |        | 1953–1959    |
| 3   | Pak Song-chol (1913–2008)                    |        | 1959–1970    |
| 4   | Ho Dam ( 1929–1991)                          |        | 1970–1983    |
| 5   | Kim Yong-nam (N. 1928)                       |        | 1983–1998    |
| 6   | Paek Nam-sun (1929–2007)                     |        | 1998–2007    |
| —   | Kang Sok-ju (1939–2016) Ministre en funcions |        | 2007         |
| 7   | Pak Ui-chun (N. 1932)                        |        | 2007–2014    |
| 8   | Ri Su-yong (N. 1940)                         |        | 2014–2016    |
| 9   | Ri Yong-ho (N. 1956)                         |        | 2016–present |